# Olympische Sommerspiele 1972/Teilnehmer (Tunesien)
| Gelbes Symbol für Goldmedaillen mit stilisierten Olympischen Ringen | Graues Symbol für Silbermedaillen mit stilisierten Olympischen Ringen | Braundes Symbol für Bronzemedaillen mit stilisierten Olympischen Ringen |
| ------------------------------------------------------------------- | --------------------------------------------------------------------- | ----------------------------------------------------------------------- |
| —                                                                   | 1                                                                     | —                                                                       |

Tunesien nahm an den Olympischen Sommerspielen 1972 in München mit einer Delegation von 35 männlichen Athleten an elf Wettkämpfen in fünf Sportarten teil. Fahnenträger bei der Eröffnungsfeier war der Leichtathlet Salem Boughattas.

## Teilnehmer nach Sportarten

### Boxen
- Ali Gharbi
- Abdel Aziz Hammi
- Mohamed Majeri

### Handball
- 16. Platz
- Ahmed Bechir Bel Hadj
- Abderraouf Ben Samir
- Moncef Besbes
- Rached Boudhina
- Taoufik Djemaiel
- Aleya Hamrouni
- Mohamed Naceur Jelili
- Mounir Jelili
- Mohamed Khalladi
- Mohamed Klai
- Faouzi Ksouri
- Moncef Loueslati
- Mohamed Sebabti
- Amor Sghaier
- Abdel Aziz Zaibi
- Ridha Zitoun

### Leichtathletik
- Hassan Bergaoui
- Mohamed Gammoudi
Silber  5000 m
- Mansour Guettaya
- Abdelkader Zaddem

### Ringen
- Habib Dlimi

### Volleyball
- 12. Platz
- Oueil Behi Mohamed
- Rafik Ben Amor
- Hamouda Ben Massaoud
- Naceur Ben Othman
- Mohamed Ben Sheikh
- Moncef Ben Soltane
- Naceur Bounatouf
- Abdel Aziz Bousarsar
- Abdel Aziz Derbal
- Raja Hayder
- Samir Lamouchi